# 程宗熹
程宗熹（17世紀—1646年），字贊孔，南直隸池州府貴池縣人，明朝、南明軍事人物。

## 生平
程宗熹是崇禎三年（1630年）的武舉人第二十一名，十六年（1643年）中武進士，獲授都司；十七年（1644年）北京失陷，史可法勤王時在其麾下管理軍器，弘光帝繼位後薦授參將，以功陞應天副總兵。史可法督師揚州，他前往交納餉銀，回程時得知揚州危急，說：「國家有難，當然要義堅持正義，不可離去！」命僕人馳書帶回家鄉，囑咐弟弟程宗熊照顧母親，自己就留下戰鬥；揚州失陷，他轉而投靠金聲，金聲戰敗後就留守在皖南山中，到隆武二年（1646年）三月和守備黃蒸祥戰死，道光四年（1824年）入祀忠義祠。
繼妻何氏，得知程宗熹去世後打算自縊。婢僕發現大叫而解救，之後何氏依附程宗熊，奉姑悲憤十多年，嘔血而死。

## 家族
曾祖程珦，祖父程卿奇，父親州吏目程士傑，母親俞氏。

## 引用
1. 1 2  錢海岳《南明史·卷三十九·列傳第十五》：當（金）聲敗歿，皖南義師守山中不屈者：……池州則程宗熹，字贊孔，貴池人。崇禎十三【十六】年武進士。都司，為史可法管軍器，歷參將、應天副總兵。解餉揚州，城陷歸。黃蒸祥，字一生，貴池人。武生，守備。隆武二年三月皆戰死。
2. ↑  光緒《貴池縣志·卷十八·選舉志》：明武進士……（崇禎）十三【十六】年……程宗熹 官參將，殉節，傳見忠節……明武舉人……崇禎三年 程宗熹 見甲科
3. ↑  《崇禎十六年癸未科武進士登科錄》：程宗熹 貫直隸池州府貴池縣人，字贊孔，行一，年　，　生，曾祖珦，祖卿奇，父士傑 州吏目，母俞氏，慈侍下，兄宗雅，弟宗熊，娶柯氏，繼娶何氏。直隸鄉試第二十一名，會試第一百六十七名。
4. ↑  光緒《重修安徽通志·卷一百六十七·人物志·忠節二》：程宗熹，字贊孔，貴池人，崇禎十三【十六】年武進士，以史可法薦授副總兵；可法督師揚州，宗熹解餉至將還，聞事急遂留不去，城破戰死。國朝道光四年恩准祀忠義祠。 《貴池縣志》
5. ↑  光緒《貴池縣志·卷二二·人物志》：程宗熹，字贊孔，崇禎十三【十六】年武進士，官都司。十七年北京陷，可法將勤王，委令管理軍器，福王立，授參將，旋以功題應天府副總兵；可法督師揚州，宗熹解餉至，將遣還應天，時羽書日急，宗熹曰：「國有難，當共義之，不可去！」命僕馳書歸，囑弟宗熊事母，城破戰死。道光四年賜祀忠義祠。 見舊志及程氏家乘
6. ↑  《古今圖書集成·明倫彙編·閨媛典·閨節部列傳一百三十六·明一百三十一》：程宗熹妻何氏 按《池州府志》：「何氏，貴池人，程宗熹妻。夫死揚州之難，何聞訃，即自縊。婢覺，急呼救解。依熹弟宗熊，奉姑悲憤十餘年，嘔血而死。」